# Pandora’s Box
Pandora’s Box (engl. für ‚Büchse der Pandora‘) war eine weibliche Rockgruppe, die von Jim Steinman 1989 mit einigen Mitgliedern seiner früheren Band Fire Inc. gebildet wurde. Sie veröffentlichten ein Konzeptalbum, Original Sin.

## Karriere
Mitglieder der Band waren die Sängerinnen Elaine Caswell, Ellen Foley, Gina Taylor und Deliria Wilde. Dazu kamen als Musiker Jim Steinman (Keyboard), Roy Bittan (Piano), Jeff Bova (Keyboard, Synthesizer), Jim Bralower (Schlagzeug), Eddie Martinez (Gitarre) und Steve Buslowe (Gitarre).
Ellen Foley hatte mit Steinman schon bei Meat Loafs Debütalbum Bat out of Hell zusammengearbeitet, Deliria Wilde war Leadsängerin bei Fire Inc. Diese Gruppe wurde zusammengestellt, um zwei Steinman-Songs zum Soundtrack zu dem Spielfilm Straßen in Flammen beizusteuern (Nowhere Fast, Tonight Is What It Means to Be Young).
Jim Steinman beabsichtigte, Pandora’s Box auf Tournee zu schicken, wobei nur eine weibliche Gesangsstimme im Vordergrund stehen sollte und die anderen im Background singen sollten. Durch den kommerziellen Misserfolg des Albums wurde die Tournee jedoch nie verwirklicht.
Die Songs It Just Won’t Quit und Good Girls Go to Heaven erschienen auf Meat Loafs 1993er-Album Bat out of Hell II: Back Into Hell. Der Titelsong Original Sin wurde von ihm für das 1995er Album Welcome to the Neighbourhood aufgenommen und veröffentlicht, die Melodie ist außerdem das Hauptthema des Steinman-Musicals Tanz der Vampire. Zwei weitere Lieder (It’s All Coming Back to Me Now und The Future Ain’t What It Used to Be) wurden auf seinem 2006er-Album Bat out of Hell III: The Monster Is Loose veröffentlicht. Sowohl seine Version von It's All Coming Back To Me Now (feat. Marion Raven) war mit Platz 6 in den britischen Charts, wie auch die von Céline Dion mit Platz 3,  deutlich erfolgreicher als das Original.

## Belege
1. ↑  Chartquellen: UK
2. ↑  Charteinträge zu 'It's All Coming Back To Me Now'. Abgerufen am 7. November 2015.